# Polymixis serpentina
Polymixis serpentina is een vlinder uit de familie uilen (Noctuidae). De wetenschappelijke naam is voor het eerst geldig gepubliceerd in 1825 door Treitschke.
De soort komt voor in Europa.